# London Anniversary Games 2019
I London Anniversary Games 2019 è stata la 52ª edizione dell'annuale meeting di atletica leggera, e si è svolto all'Olympic Stadium di Londra, il 20 e il 21 luglio 2019. Il meeting è stato la decima tappa del circuito di atletica leggera IAAF Diamond League 2019.

## Programma[1]

### Giorno 1
| # | Orario | Specialità         |
| - | ------ | ------------------ |
| 1 | 13:15  | Salto in lungo     |
| 2 | 14:13  | 5000 metri         |
| 3 | 14:40  | Salto triplo       |
| 4 | 14:55  | 800 metri          |
| 5 | 15:17  | 400 metri ostacoli |

| # | Orario | Specialità             |
| - | ------ | ---------------------- |
| 1 | 14:04  | 400 metri              |
| 2 | 14:09  | Salto con l'asta       |
| 3 | 14:20  | Lancio del giavellotto |
| 4 | 15:06  | 200 metri              |
| 5 | 15:20  | 100 metri ostacoli     |
| 6 | 15:39  | 1500 metri             |

### Giorno 2
| # | Orario | Specialità         |
| - | ------ | ------------------ |
| 1 | 13:50  | Lancio del disco   |
| 2 | 14:04  | 400 metri          |
| 3 | 14:20  | Salto in alto      |
| 4 | 14:45  | Miglio             |
| 5 | 15:19  | 200 metri          |
| 6 | 15:39  | 110 metri ostacoli |
| 7 | 15:50  | 100 metri          |

| # | Orario | Specialità         |
| - | ------ | ------------------ |
| 1 | 14:35  | 800 metri          |
| 2 | 14:40  | Salto in lungo     |
| 3 | 14:56  | 5000 metri         |
| 4 | 15:29  | 400 metri ostacoli |
| 5 | 15:50  | 100 metri          |

     Specialità valide per la Diamond League

## Risultati
Di seguito i primi tre classificati di ogni specialità.

### Uomini
| Specialità         |                   | Prestazione | 2º classificato    | Prestazione | 3º classificato         | Prestazione |
| 100 metri          | Akani Simbine     | 9"93        | Zharnel Hughes     | 9"95        | Yohan Blake             | 9"97        |
| 200 metri          | Xie Zhenye        | 19"88       | Miguel Francis     | 19"97       | Aldemir da Silva Junior | 20"17       |
| 400 metri          | Akeem Bloomfield  | 44"40       | Jonathan Jones     | 44"63       | Nathon Allen            | 44"85       |
| 800 metri          | Ferguson Rotich   | 1'43"14     | Wycliffe Kinyamal  | 1'43"48     | Marcin Lewandowski      | 1'43"74     |
| Miglio             | Samuel Tefera     | 3'49"45     | Filip Ingebrigtsen | 3'49"60     | Jake Wightman           | 3'52"02     |
| 5000 metri         | Hagos Gebrhiwet   | 13'01"86    | Jakob Ingebrigtsen | 13'02"03    | Nicholas Kimeli         | 13'05"48    |
| 110 metri ostacoli | Xie Wenjun        | 13"28       | Wilhem Belocian    | 13"28       | Omar McLeod             | 13"32       |
| 400 metri ostacoli | Karsten Warholm   | 47"12       | Yasmani Copello    | 48"93       | Amere Lattin            | 49"18       |
| Salto in alto      | Majd Eddin Ghazal | 2,30 m      | Mutaz Essa Barshim | 2,27 m      | Tihomir Ivanov          | 2,24 m      |
| Salto in lungo     | Luvo Manyonga     | 8,37 m      | Tajay Gayle        | 8,32 m      | Ruswahl Samaai          | 8,11 m      |
| Salto triplo       | Pedro Pichardo    | 17,53 m     | Christian Taylor   | 17,19 m     | Hugues Fabrice Zango    | 16,88 m     |
| Lancio del disco   | Daniel Ståhl      | 68,56 m     | Fedrick Dacres     | 67,09 m     | Andrius Gudžius         | 65,40 m     |

     Prestazione che stabilisce il nuovo record del meeting.

### Donne
| Specialità             |                         | Prestazione | 2º classificato      | Prestazione | 3º classificato          | Prestazione |
| 100 metri              | Shelly-Ann Fraser-Pryce | 10"78       | Dina Asher-Smith     | 10"92       | Marie-Josée Ta Lou       | 10"98       |
| 200 metri              | Elaine Thompson         | 22"13       | Marie-Josée Ta Lou   | 22"36       | Beth Dobbin              | 22"50       |
| 400 metri              | Shericka Jackson        | 50"69       | Stephenie McPherson  | 50"74       | Laviai Nielsen           | 50"83       |
| 800 metri              | Lynsey Sharp            | 1'58"61     | Catriona Bisset      | 1'58"78     | Alexandra Bell           | 1'59"82     |
| 1500 metri             | Laura Muir              | 3'58"25     | Winny Chebet         | 3'59"93     | Gabriela DeBues-Stafford | 4'00"26     |
| 5000 metri             | Hellen Obiri            | 14'20"36    | Agnes Tirop          | 14'20"68    | Sifan Hassan             | 14'22"12    |
| 100 metri ostacoli     | Danielle Williams       | 12"32       | Nia Ali              | 12"57       | Queen Claye              | 12"64       |
| 400 metri ostacoli     | Rushell Clayton         | 54"16       | Zuzana Hejnová       | 54"33       | Tia-Adana Belle          | 54"54       |
| Salto con l'asta       | Anželika Sidorova       | 4,75 m      | Aikaterinī Stefanidī | 4,75 m      | Holly Bradshaw           | 4,65 m      |
| Salto in lungo         | Malaika Mihambo         | 7,02 m      | Brittney Reese       | 6,82 m      | Maryna Bech-Romančuk     | 6,78 m      |
| Lancio del giavellotto | Taccjana Chaladovič     | 66,10 m     | Kelsey-Lee Barber    | 65,85 m     | Christin Hussong         | 65,73 m     |

     Prestazione che stabilisce il nuovo record del meeting.